# Aristida wildii
Aristida wildii är en gräsart som beskrevs av Aleksandre Melderis. Aristida wildii ingår i släktet Aristida och familjen gräs.
Artens utbredningsområde är Botswana. Inga underarter finns listade i Catalogue of Life.